# Chemnitz Hauptbahnhof
Chemnitz Hauptbahnhof vasútállomás Németországban, Szászország tartományban. A német vasútállomás-kategóriák közül a második csoportba tartozik.

## Vasútvonalak
Az állomást az alábbi vasútvonalak érintik:
- Drezda–Werdau-vasútvonal
- Riesa–Chemnitz-vasútvonal
- Chemnitz–Adorf-vasútvonal
- Neukieritzsch–Chemnitz-vasútvonal

## Forgalom
| Járat | Útvonal | Ütem (percben)                              | Üzemeltető               |
| ----- | --- | ------------------------------------------- | ------------------------ |
| IC17  | Chemnitz Hbf – Dresden Hbf – Elsterwerda – BER Airport – Terminal 1-2 – Berlin Hbf – Neustrelitz – Rostock Hbf – Warnemünde                                                                   | 2 pár vonat                                 | DB Fernverkehr           |
| RE3   | Dresden Hbf – Tharandt – Freiberg (Sachs) – Flöha – Chemnitz Hbf – Hohenstein-Ernstthal – Glauchau (Sachs) – Zwickau (Sachs) Hbf – Reichenbach (Vogtl) ob Bf – Plauen (Vogtl) ob Bf – Hof Hbf | 60                                          | Mitteldeutsche Regiobahn |
| RE6   | Chemnitz Hbf – Burgstädt – Narsdorf – Geithain – Bad Lausick – Leipzig Hbf | 60                                          | Mitteldeutsche Regiobahn |
| RB30  | Dresden Hbf – Tharandt – Edle Krone – Freiberg (Sachs) – Oederan – Flöha – Niederwiesa – Chemnitz Hbf – Wüstenbrand – Hohenstein-Ernstthal – Glauchau (Sachs) – Zwickau (Sachs) Hbf           | 60 (csúcsidőben 30 Chemnitz–Zwickau között) | Mitteldeutsche Regiobahn |
| RB45  | Chemnitz Hbf – Mittweida – Waldheim – Döbeln Hbf – Riesa (– Elsterwerda) | 60                                          | Mitteldeutsche Regiobahn |
| RB80  | Chemnitz Hbf – Flöha – Erdmannsdorf-Augustusburg – Hennersdorf – Wolkenstein – Annaberg-Buchholz (– Cranzahl)                                                                                 | 60                                          | Erzgebirgsbahn           |
| RB81  | Chemnitz Hbf – Flöha – Falkenau – Pockau-Lengefeld – Olbernhau | 60                                          | Erzgebirgsbahn           |
| C11   | Chemnitz Hbf – Chemnitz Zentralhaltestelle – Neukirchen-Klaffenbach – Stollberg | 30                                          | City-Bahn Chemnitz       |
| C13   | Aue – Thalheim – Chemnitz Technopark – Chemnitz Zentralhaltestelle – Chemnitz Hbf – Burgstädt                                                                                                 | 60                                          | City-Bahn Chemnitz       |
| C14   | Thalheim – Chemnitz Technopark – Chemnitz Zentralhaltestelle – Chemnitz Hbf – Oberlichtenau – Mittweida                                                                                       | 60                                          | City-Bahn Chemnitz       |
| C15   | Chemnitz Technopark – Chemnitz Zentralhaltestelle – Chemnitz Hbf – Niederwiesa – Frankenberg – Hainichen                                                                                      | 60                                          | City-Bahn Chemnitz       |

## Kapcsolódó állomások
A vasútállomáshoz az alábbi állomások vannak a legközelebb:
- Chemnitz-Hilbersdorf vasútállomás (Dresden Hauptbahnhof, Drezda–Werdau-vasútvonal)
- Chemnitz Süd vasútállomás (Werdau Bogendreieck Neumarker Spitze, Drezda–Werdau-vasútvonal)
- Chemnitz Süd vasútállomás (Adorf (Vogtl) station, Chemnitz–Adorf-vasútvonal)
- Bahnhof Küchwald (Neukieritzsch, Neukieritzsch–Chemnitz-vasútvonal)
- Burgstädt station (Leipzig Hauptbahnhof, RE 6)
- Chemnitz Kinderwaldstätte (Riesa railway station, Riesa–Chemnitz-vasútvonal)